# Ivan Gonta
Ivan Gonta (ukrainska: Іван Ґонта), var en zaporizjakosackisk kosackleder som härjade i Lillryssland på 1760-talet och dödades många judar vilket orsakade en stor nedgång i den judiska befolkningens antal, som t.ex. i Uman som på 1700-talet erövrades ett flertal gånger av hajdamaker (1734, 1750 och 1768). Mest omtalad är 1768 års hajdamakuppror som leddes av Maksym Zaliznjak och Ivan Gonta. Den 20–21 juni 1768 erövrade de Uman varefter staden plundrades och tusentals judar och polacker dödades (enligt olika beräkningar 12 000–20 000 personer). Som ett minne av dessa uppror mot de polska jordägarna avbildas en hajdamak i Umans nuvarande stadsvapen. Lokala nationalister reste på 2010-talet ett monument som hedra de två kosackledarna Zaliznjak och Gonta. 